# Liste der Gerichte im Herzogtum Sachsen-Meiningen
Diese Liste behandelt die Gerichte im Herzogtum Sachsen-Meiningen

## Bis zur Märzrevolution
Im Jahre 1829 wurden im damaligen Herzogtum Sachsen-Meiningen Verwaltung und Justiz getrennt und die bisherigen Ämter aufgehoben.
In Sachsen-Meiningen bestanden nun als Eingangsinstanzen acht herzogliche Land- und Stadtgerichte, vier Kreis- und Stadtgerichte sowie 87 Patrimonialgerichte. Dies waren:
| Art                     | Gericht                                | Ort            | Bezirk |
| ----------------------- | -------------------------------------- | -------------- | --- |
| Land- und Stadtgericht  | Land- und Stadtgericht Camburg         | Camburg        | Stadt und Amt Camburg |
| Land- und Stadtgericht  | Land- und Stadtgericht Cranichfeld     | Kranichfeld    | Stadt und Amt Cranichfeld |
| Land- und Stadtgericht  | Land- und Stadtgericht Eisfeld         | Eisfeld        | Stadt und Amt Eisfeld und einen Teil des Amtes Schalkau                                                                                   |
| Land- und Stadtgericht  | Land- und Stadtgericht Gräfenthal      | Gräfenthal     | Stadt und Amt Gräfenthal sowie die Stadt Lehesten                                                                                         |
| Land- und Stadtgericht  | Land- und Stadtgericht Heldburg        | Heldburg       | Stadt und Amt Heldburg und die Stadt Ummerstadt                                                                                           |
| Land- und Stadtgericht  | Land- und Stadtgericht Römhild         | Römhild        | Städte Römhild, Behrungen und Themar sowie die Ämter Römhild, Behrungen und Themar                                                        |
| Land- und Stadtgericht  | Land- und Stadtgericht Salzungen       | Salzungen      | Stadt Salzungen und die Ämter Salzungen und Glücksbrunn                                                                                   |
| Land- und Stadtgericht  | Land- und Stadtgericht Wasungen        | Wasungen       | Stadt und Amt Wasungen |
| Kreis- und Stadtgericht | Kreis- und Stadtgericht Meiningen      | Meiningen      | Stadt und Amt Meiningen (als Kreis- und Kriminalgericht auch die Sprengel der Land- und Stadtgerichte Salzungen und Wasungen)             |
| Kreis- und Stadtgericht | Kreis- und Stadtgericht Hildburghausen | Hildburghausen | Stadt und Amt Hildburghausen (als Kreis- und Kriminalgericht auch die Sprengel der Land- und Stadtgerichte Römhild und Eisfeld)           |
| Kreis- und Stadtgericht | Kreis- und Stadtgericht Sonneberg      | Sonneberg      | Stadt und Amt Sonneberg |
| Kreis- und Stadtgericht | Kreis- und Stadtgericht Saalfeld       | Saalfeld/Saale | Stadt und Amt Saalfeld (als Kreis- und Kriminalgericht auch die Sprengel der Land- und Stadtgerichte Gräfenthal, Camburg und Cranichfeld) |

Die zweite Instanz bildete das Appellationsgericht Meiningen, die letzte das gemeinsame Oberlandesgericht Jena.
Daneben hatte das Hofmarschallamt in Meiningen die Aufgabe eines Obergerichtes über die Hofbediensteten und es bestand ein Militärgericht in Meiningen.

## Nach der Märzrevolution
Nach der Märzrevolution wurden die Patrimonialgerichte abgeschafft und die Gerichte zum 1. Dezember 1850 als Kreisgerichte zusammengefasst. Bei den Kreisgerichten wurden Gerichtsdeputationen (an vier Standorten als „Landgericht“ bezeichnet) an den bisherigen Gerichtsstandorten eingerichtet. Damit ergab sich folgende Organisation:
| Gericht                     | Ort            | Deputationen/Landgerichte |
| --------------------------- | -------------- | --- |
| Kreisgericht Salzungen      | Salzungen      | Gerichtsdeputation Salzungen |
| Kreisgericht Meiningen      | Meiningen      | Gerichtsdeputation Meiningen, Landgericht Wasungen                                                                                         |
| Kreisgericht Hildburghausen | Hildburghausen | Gerichtsdeputation Hildburghausen, Gerichtsdeputation Heldburg, Gerichtsdeputation Römhild, Gerichtsdeputation Themar, Landgericht Eisfeld |
| Kreisgericht Sonneberg      | Sonneberg      | Gerichtsdeputation Sonneberg, Gerichtsdeputation Schalkau                                                                                  |
| Kreisgericht Saalfeld       | Saalfeld       | Gerichtsdeputation Saalfeld, Landgericht Camburg, Landgericht Gräfenthal, Gerichtsdeputation Kranichfeld, Gerichtsdeputation Pössneck      |

Die zweite Instanz bildete weiter das Appellationsgericht Meiningen, die letzte das gemeinsame Oberlandesgericht Jena.

## Nach der Einführung der Reichsjustizgesetze 1879
Nach der Einführung der Reichsjustizgesetze 1879 entstand die Gerichtsstruktur, die bis zum Ende des Staates Bestand haben sollte. In Sachsen-Meiningen wurde dies mit dem Gesetz vom 16. Dezember 1878, betreffend Ausführungsbestimmungen zum deutschen Gerichtsverfassungsgesetz und der Verordnung vom 28. April 1879, betreffend die Sitze und Bezirke der künftigen Amtsgerichte umgesetzt. Zuständiges Landgericht war das gemeinsame Landgericht Rudolstadt.
An der Spitze des Instanzenzugs stand nun das Reichsgericht, dem das gemeinsame Oberlandesgericht Jena nachgeordnet war. Das Herzogtum Sachsen-Meiningen verteilte sich auf zwei Landgerichtsbezirke, die jeweils mit Nachbarländern gemeinsam eingerichtet waren: dem Landgericht Meiningen und dem Landgericht Rudolstadt. Darunter befanden sich folgende Amtsgerichte:
| Gericht                | Ort                        | Anmerkungen    |
| ---------------------- | -------------------------- | -------------- |
| Landgericht Meiningen  | Amtsgericht Eisfeld        | Eisfeld        |
| Landgericht Meiningen  | Amtsgericht Heldburg       | Heldburg       |
| Landgericht Meiningen  | Amtsgericht Hildburghausen | Hildburghausen |
| Landgericht Meiningen  | Amtsgericht Meiningen      | Meiningen      |
| Landgericht Meiningen  | Amtsgericht Römhild        | Römhild        |
| Landgericht Meiningen  | Amtsgericht Salzungen      | Salzungen      |
| Landgericht Meiningen  | Amtsgericht Schalkau       | Schalkau       |
| Landgericht Meiningen  | Amtsgericht Sonneberg      | Sonneberg      |
| Landgericht Meiningen  | Amtsgericht Steinach       | Steinach       |
| Landgericht Meiningen  | Amtsgericht Themar         | Themar         |
| Landgericht Meiningen  | Amtsgericht Wasungen       | Wasungen       |
| Landgericht Rudolstadt | Amtsgericht Camburg        | Camburg        |
| Landgericht Rudolstadt | Amtsgericht Gräfenthal     | Gräfenthal     |
| Landgericht Rudolstadt | Amtsgericht Kranichfeld    | Kranichfeld    |
| Landgericht Rudolstadt | Amtsgericht Pößneck        | Pössneck       |
| Landgericht Rudolstadt | Amtsgericht Saalfeld/Saale | Saalfeld/Saale |

## Verwaltungsgerichtsbarkeit
In Meiningen wurde 1897 ein Verwaltungsgericht und ein Oberverwaltungsgericht des Herzogtums Sachsen-Meiningen eingerichtet. Diese wurden 1923 nach der Gründung von Thüringen in das Kreisverwaltungsgericht Meiningen umgewandelt.

## Übergang nach Thüringen
Nachdem im Jahr 1920 die thüringischen Staaten im Land Thüringen aufgegangen waren, wurden die Gerichtssprengel der ordentlichen Gerichte mit dem Thüringer Gerichtsstandortgesetz angepasst.